# Les Garennes de Watership Down
 (juin 2016).
Les Garennes de Watership Down ou Watership Down (titre original : Watership Down) est le premier roman de l'auteur britannique Richard George Adams. 
Évoquant des thèmes épiques, ce récit de fantasy animalière à l'univers complexe raconte les aventures d'un groupe de lapins  qui tentent d'échapper à la destruction de leur garenne et cherchent un nouvel endroit où s'établir.
Publié en 1972, et vendu à plus de 50 millions d'exemplaires, Les Garennes de Watership Down se classe parmi les livres les plus lus et les plus appréciés du monde. Watership Down se classe parmi les 50 livres préférés des lecteurs. 
Ce livre a reçu de nombreux prix prestigieux. Il a été adapté au cinéma et à la télévision.
En 1996, Richard Adams a publié Tales from Watership Down, un ensemble de 19 nouvelles racontant les aventures de Shraavilshâ et des lapins de la garenne de Watership Down.

## Origine et publication
Le roman tient son nom de la destination des lapins, Watership Down, une colline au nord du Hampshire, proche de l'endroit où Richard Adams a grandi et où il a vécu jusqu'à sa mort. C’est pendant un trajet vers Stratford-on-Avon, la ville de Shakespeare, son modèle littéraire, que Richard Adams ébauche Watership Down. Il lui faudra dix-huit mois pour l’écrire. 
Richard Adams décide d’envoyer son manuscrit à des éditeurs. Déçu qu’aucun n’accepte de publier son travail, il ne peut se résoudre à retourner chez les éditeurs et envoie sa femme Elizabeth récupérer les manuscrits. En 1972, après treize refus, Richard Adams présente finalement son manuscrit à Rex Collings car celui-ci avait récemment publié une réédition de Wood Magic (1881) écrit par Richard Jefferies (en), l’histoire d’un petit garçon nommé Bevis et son engagement avec la nature. Adams et Jefferies ont en commun l'amour pour la nature typiquement anglais. Rex Collings est un petit éditeur londonien et a juste assez d'argent pour un tirage de 2 500 exemplaires. 

### Réception
Les premières ventes sont laborieuses mais les critiques sont dithyrambiques et contribuent à faire connaître le livre. Plus tard commercialisé par Penguin Books, le roman connaît un succès fulgurant.
MacMillan USA, à l'époque géant de l'édition aux États-Unis, publie une première édition américaine le 18 mars 1974 qui restera le livre le plus vendu pendant douze semaines selon la Publishers Weekly’s Best-Seller List. La même année paraît une édition en néerlandais. Watership Down a été traduit dans une vingtaine de langues.
Depuis sa première publication, Watership Down s'est vendu à plus de 5 millions d'exemplaires pour le seul Royaume-Uni. Dans le monde entier, les ventes s'élèvent à 50 millions d'exemplaires et encore aujourd'hui, un demi-million d'exemplaires sont vendus chaque année.

## Intrigue
Dans la garenne de Sandleford, Fyveer (Fiver dans la version anglaise, Cinquain dans la première traduction), un jeune lapin qui possède des dons de voyance, a une vision effrayante relative à la destruction imminente de sa garenne. Son frère Hazel (Noisette dans la première traduction) et lui ne parviennent pas à convaincre leur Maître Lapin de la nécessité de fuir, ils se mettent alors en route de leur propre chef avec un petit groupe de onze lapins pour chercher un nouveau foyer, et échappent de justesse à la Hourda, la caste militaire de la garenne.
Le groupe de lapins migrants se retrouve sous les ordres de Hazel, qui était autrefois un membre peu important de la garenne. Ils traversent de dangereux territoires, avec Bigwig (Manitou dans la première traduction) et Silvère (Silver dans la version anglaise, Argent dans la première traduction), les deux plus forts du groupe, qui appartenaient tous deux à la Hourda. Enfin, ils rencontrent un lapin nommé Primerol (Cowslip dans la version anglaise, Coucou dans la première traduction), qui les invite à rejoindre sa garenne. Cependant, quand Bigwig manque de se faire tuer par un piège, les lapins se rendent compte que la nouvelle garenne est dirigée par un fermier qui protège les lapins de leurs prédateurs et les nourrit mais qui en récolte certains quand il en a besoin, et les résidents de cette nouvelle garenne se servent d’eux pour augmenter leurs propres chances de survie. Après que Fyveer ait secouru Bigwig du piège, ils poursuivent leur voyage.
Les visions de Fyveer augurent un endroit sécurisé où s’installer et le groupe atteint finalement Watership Down, un emplacement idéal pour installer leur nouvelle garenne. Ils sont bientôt rejoints par Holyn (Holly dans la version anglaise, Houx dans la première traduction) et Campàna (Bluebell dans la version anglaise, Campanule dans la première traduction), qui viennent aussi de la garenne de Sandleford, qui révèle que la vision de Fyveer s’est réalisée et que toute la garenne a été détruite par les humains.
Bien que Watership Down soit un lieu où il fait bon vivre, Hazel réalise qu’il n’y a pas de hases. Le futur de la garenne est donc compromis car la mort des lapins présents signifierait l’extinction inévitable du petit groupe. Avec l’aide d’une mouette à tête noire du nom de Keehar (Ke'aa dans la première traduction), ils localisent une garenne proche, Efréfa, qui est surpeuplée et où il y a de nombreuses hases. Hazel y envoie une petite ambassade pour présenter sa requête pour des hases. En attendant que le groupe revienne, Hazel et Pipkyn (Pipkin dans la version anglaise, Pichet dans la première traduction) partent en éclaireurs dans la ferme voisine et y trouvent deux couples de lapins de clapier. Le jour suivant, Hazel lance un raid et libère deux hases et un mâle de leur clapier. Quand l’émissaire revient, Hazel et ses lapins apprennent qu'Efréfa est un état totalitaire dirigé par le despotique général Stachys (Woundwort) et que les quatre lapins ont échappé de peu à la mort.
Cependant, le groupe parvient à identifier une hase efréfienne du nom de Gaïlenflouss (Hyzenthlay) qui souhaite quitter la garenne et peut convaincre d’autres hases de se joindre à la fuite. Hazel et Bigwig fomentent un plan pour secourir le groupe et les rejoindre à Watership Down.
Peu après, la Hourda d’Efréfa arrive sous les ordres de Stachys lui-même pour anéantir la garenne nouvellement créée à Watership Down. Grâce au courage et à la loyauté de Bigwig ainsi qu'à l’ingéniosité de Hazel, les lapins de Watership Down scellent le destin du général efréfien en détachant le chien de garde de la ferme de la Coudraie (Nuthanger Farm). Formidable combattant, Stachys n'en affronte pas moins le molosse puis disparaît durant le combat. Son cadavre ne sera jamais retrouvé, ce qui alimentera des rumeurs relatives à sa survie. Parallèlement à ces événements, Hazel est pratiquement tué par le chat de la ferme avant d'être sauvé par Lucy, la jeune propriétaire des lapins de clapier fugueurs.
Plusieurs années plus tard, par « un froid matin de mars », Hazel — devenu le patriarche vénérable d'une garenne prospère — reçoit la visite d'un mystérieux lapin, qu'il identifie à Shraavilshâ (El-ahrairah dans la version anglaise, Shraa'ilshâ dans la première traduction) en reconnaissant ses oreilles scintillantes. Le héros mythique invite le vieux lapin à rejoindre sa Hourda. Abandonnant derrière lui son corps désormais inutile, Hazel quitte Watership Down conjointement avec son seigneur, « grandes foulées silencieuses, par les chemins du bois où les premières primevères commençaient à s’ouvrir ».

## La mythologie des lapins
La plupart des légendes qui constituent la mythologie des lapins sont basées sur les aventures de l'ancêtre des lapins, Shraavilshâ. Cinq de ces légendes figurent dans le roman : « La bénédiction de Shraavilshâ » (chapitre 6), « Les laitues du roi » (chapitre 15), « Le procès de Shraavilshâ » (chapitre 22), « Shraavilshâ et le lapin noir d'Inlè » (chapitre 31) et « Ramdam et Klebar l'enchanteur. » 
C'est l'ingéniosité et la ruse qui sont au centre des histoires de Shraavilshâ, le prince aux mille ennemis, et de son compagnon Primsaut (Rabscuttle). Tous deux parviennent toujours à leurs fins grâce à leur astuce. C'est grâce à leur esprit inventif qu'ils parviennent par exemple à voler les laitues du roi Darzine (Darzin).
D'autres personnages fabuleux apparaissent au cours des histoires. Parmi eux, la divinité du soleil, Krik, qui promet à Shraavilshâ que son peuple survivra même face à ses innombrables ennemis, s'il sait faire preuve d'astuce. Le lapin noir d'Inlè, au contraire, symbolise la lune mais aussi l'obscurité et la mort. L’adversaire principal de Shraavilshâ est le demi-dieu qui obéit aux ordres de Krik, le prince Arc-en-Ciel, qui ne cesse d’essayer, en vain, de mettre un terme aux agissements de Shraavilshâ.

## La forme
L’histoire est racontée du point de vue d’un narrateur omniscient qui sort à plusieurs reprises de l’action proprement dite et familiarise le lecteur avec les particularités de la vie des lapins en s’adressant directement à lui. 
Tous les chapitres s'ouvrent sur une citation tirée d'une œuvre littéraire célèbre qui fait référence au chapitre qui suit. Ainsi, le chapitre dans lequel le Général d'Efréfa est présenté plus en détails est introduit par une citation tirée de De la guerre, de Carl von Clausewitz : « Comme un obélisque vers lequel se dirigent les rues d’une ville, la volonté sans faille d’un esprit fier est au cœur de l’art de la guerre, supérieurement et impérieusement ».
On trouve dans la plupart des éditions une carte des environs de Watership Down dessinée par une ancienne collègue de Richard Adams, Marilyn Hemmett, sur laquelle sont signalées les étapes les plus importantes du voyage, ainsi qu’une carte détaillée des alentours d’Efréfa. 
Richard Adams a porté une attention particulière à la description des lieux et des déplacements du groupe de lapins. Passionné de nature, il décrit également avec exactitude la végétation et les paysages que traversent les personnages. Selon certains critiques, cette reproduction exacte de la réalité des lieux contribue fortement à donner l’impression d’un monde crédible. Adams s'est en effet beaucoup inspiré de l'endroit où il a grandi et où il vit à présent, dans le Hampshire.

## Thèmes
Le roman explore de nombreux thèmes dont celui de l’exil, de la survie, de l’héroïsme, du pouvoir, de la responsabilité politique et de la création du héros et d’une communauté. Beaucoup de critiques voient dans Watership Down une allégorie politique mais Richard Adams s'en défend, il a juste écrit un roman d'aventure et chacun est libre de faire ses propres interprétations. 
Grâce à ses motifs universels de libération et d’autodétermination, Watership Down  a amené plusieurs groupes minoritaires à lire leur propre narration dans le roman, même si l’auteur a assuré (2005) qu’il n’a jamais voulu « en faire une sorte d’allégorie ou de parabole ». Rachel Kadish, à propos de sa propre surimpression sur la fondation d’Israël dans Watership Down, a noté: « Il s’avère que beaucoup de personnes ont vu leur histoire dans ce livre… Certaines personnes y voient une allégorie pour les luttes contre la guerre froide, le fascisme, l'extrémisme… et une protestation contre le matérialisme, contre la société. Watership Down peut être l’Irlande après la famine, le Rwanda après les massacres ». Kadish a fait l’éloge de Watership Down pour ses « motifs qui frappent le cœur de toutes les cultures »[réf. nécessaire].

### Systèmes sociaux
Watership Down décrit différentes formes de sociétés qui, même si elles sont dirigées par des lapins, peuvent faire écho à des sociétés humaines.
Sandleford, la garenne natale de Hazel et Fyveer pourtant calme et paisible est menacée d'une terrible catastrophe. Cette société est dirigée par un Maître Lapin, entouré de sa Hourda, l'organisation militaire de la garenne. À Sandleford, tous les lapins ne sont pas logés à la même enseigne et certains bénéficient de privilèges tandis que d'autres doivent se contenter de leur vie médiocre. Seuls Hazel et ses amis prennent la mesure de ce qui va se passer et décident de fuir. La vision de Fyveer se réalise. La garenne est détruite et seuls deux lapins de Sandleford et anciens membres de la Hourda survivent. Les rôles s'inversent et ces deux lapins, autrefois respectés et puissants doivent à leur tour obéir aux ordres de Hazel.
Lorsque les lapins arrivent à la garenne de Primerol, tout leur semble idyllique. Les lapins sont grands et forts, ne manquent jamais de nourriture et n'ont rien à craindre des vilou. Cependant, ils se rendent rapidement compte que ces lapins paient un lourd tribut pour cette vie en sécurité. En effet, ce foyer est sous la protection d'un homme qui, s'il nourrit les lapins et fait fuir leurs prédateurs, pose des pièges quand il a besoin de lapins. Dans ce système, personne n’endosse la responsabilité des horribles événements et les habitants de cette garenne ont développé des comportements contraires à leur nature résultant de leur acceptation léthargique du statu quo. 
Dans la garenne d'Efréfa, les lapins sont protégés des ennemis extérieurs grâce à un système totalitaire instauré par le général Stachys. Pour cela, ils ont dû abandonner toute liberté. Ce système, qui s’effondre intérieurement, rappelant le système communiste de l’Union soviétique, se maintient grâce à la surveillance constante de ses sujets, permise par un appareil militaire à la structure extrêmement hiérarchisée. 
Watership Down représente la terre promise, le lieu où les lapins pourront mener une vie paisible. Un débat subsiste néanmoins : la nouvelle garenne tant espérée est-elle une démocratie ou une monarchie qui a pour souverain Hazel, roi juste et sage ?

### La figure du héros
Hazel personnifie de manière exemplaire l’image idéale du héros, reposant sur le courage et la camaraderie, du chef d’une unité militaire. Bien que Bigwig soit plus grand et plus fort que Hazel, il ne remet jamais en cause le statut de leader de ce dernier, et le soutient au contraire activement. Hazel emploie de manière optimale les talents respectifs des autres membres du groupe, si bien que, avec le temps, les fugitifs deviennent une communauté soudée qui, réunie, vient même à bout de situations qui semblent quasiment désespérées. Hazel lui-même est prêt à risquer sa propre vie pour le bien-être de ses compagnons, ce qui lui fait gagner leur respect. Toutefois, il n’est pas non plus dépeint comme un héros infaillible et il lui arrive de commettre des erreurs, ce qui le rend crédible.
Des critiques ont mis en parallèle Watership Down avec les Énéides de Virgile, et l'Odyssée de Homère notamment à cause des similitudes au regard de la figure du héros. Kenneth Kitchell a déclaré : « Hazel se positionne dans la tradition de l’Odyssée, des Énéides et d’autres. » Le spécialiste de Tolkien, John Rateliff appelle le roman de Adams le « et si » du livre des Énéides : et s’ils avaient cru au présage de Cassandre (Fyveer) et qu’ils avaient fui Troie (la garenne de Sandleford) avant qu’elle ne soit détruite ? Et si Hazel et ses compagnons, comme Ulysse, avaient rencontré un foyer séduisant à la garenne de Primerol (l’île des Lotophages)? Rateliff poursuit et compare la bataille des lapins avec les Efréfiens de Stachys au combat d’Énée avec Turnus et ses compagnons. « En basant son histoire sur un des livres les plus populaires du Moyen Âge et de la Renaissance, Adams s’inspire d’un très vieux mythe : la fuite du désastre, le migrant héroïque en quête d’un nouveau foyer, une histoire qui avait déjà plus de mille ans quand Virgile l’a racontée en 19 avant Jésus Christ. »

### Protection de l'environnement
Il a parfois été remarqué que la nature idyllique décrite dans le roman ne correspond pas à l’état réel de la région de Watership Down et que certaines interventions humaines dans le paysage de Richard Adams ont dû être passées sous silence pour des raisons pratiques. En réalité, on peut simplement concevoir que l’action de Watership Down ne se situe pas à la même époque où le livre a été écrit mais quelques dizaines d’années plus tôt.
Néanmoins, Richard Adams dénonce clairement la destruction de l’environnement par les hommes. La destruction brutale de l’enclos de Sandleford en est un exemple indéniable. Une opposition est sans cesse établie entre la nature idyllique et les activités humaines répréhensibles, lesquelles ont été d’ailleurs un des éléments déclencheurs déterminants pour l’isolement d’Efréfa du monde extérieur, au centre de l’intrigue. Cette vision misanthropique du monde retrouve une tournure positive lorsque Hazel est sauvé à la fin par Lucy, la fille du fermier.
Il n’y a donc rien d’étonnant à ce que Watership Down ait gagné beaucoup d’admirateurs parmi les membres du mouvement écologiste grandissant dans les années 1970. Richard Adams plaça également le combat inégal entre l’homme et l’animal au cœur de son œuvre The Plague dogs, (Les Chiens de la peste) publié en 1977. L'auteur est lui-même engagé pour la protection des animaux, en tant que président de la Royal Society for the Prevention of Cruelty to Animals.

### Symbolisme religieux
Watership Down présente des parallèles avec le Livre de l’Exode dans l’Ancien Testament. Ceux-ci sont notamment repris dans une petite présentation du livre à la première page de la 25e édition de la version allemande publiée chez Ullstein : « La saga mondialement connue de l’exode des lapins comporte […] tout ce qui constitue les aventures d’un peuple en migration : la menace sur l’ancienne patrie, la prophétie de la chute, […], d'innombrables aventures en terres ennemies comme en Terre Promise ». Contrairement à Le Lion, la Sorcière blanche et l’Armoire magique, et malgré ce thème biblique sous-jacent à l’histoire, rien ne permet de croire qu’il y aurait un message explicitement chrétien dans le roman de Richard Adams.

## Aspects anthropomorphes

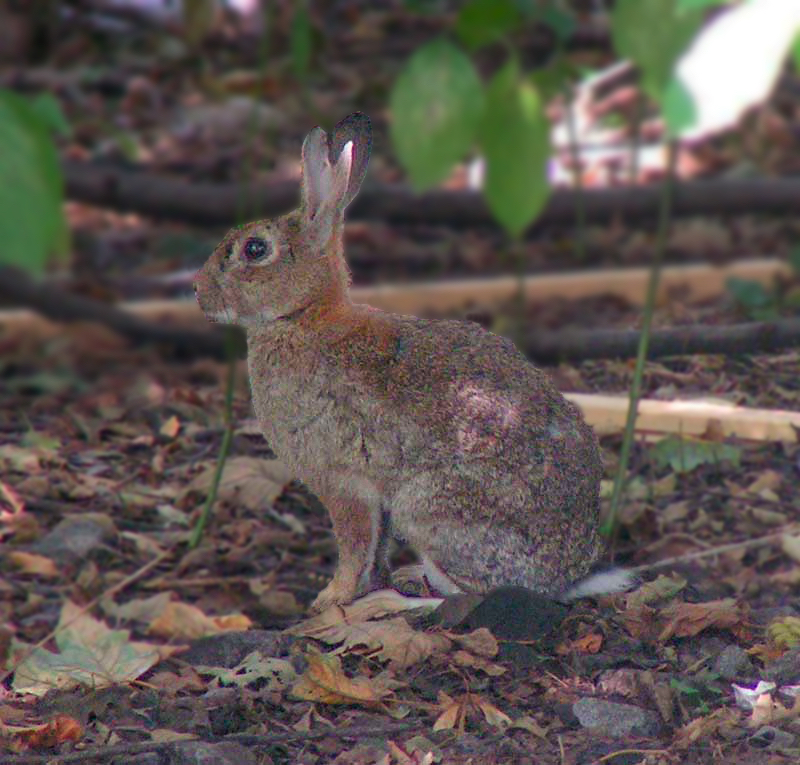
Lapin de garenne.

Contrairement aux personnages de la plupart des histoires d'animaux, les lapins de Watership Down ne sont pas humanisés. Leur constitution physique correspond à celle des véritables lapins et ils montrent un comportement instinctif. Par ailleurs, les animaux sont représentés comme des créatures intelligentes qui pensent et agissent de façon rationnelle. Ils peuvent converser entre eux et possèdent leur propre culture basée sur leur mythologie et leur propre langage. L'auteur résume ainsi cette contradiction : « leur comportement correspond en effet à celui du lapin mais ils sont en même temps animés par des sentiments humains ».
Même s’ils possèdent leurs propres culture, langage, proverbes, poésie et mythologie, les lapins et les autres animaux de Watership Down ne sont pas anthropomorphisés comme dans des romans tels que Le vent dans les saules. Richard Adams a basé ses descriptions du comportement de ses protagonistes sur celui des lapins sauvages. Pour cela, il s’est inspiré de l’ouvrage La Vie Secrète des Lapins (The Private Life of the Rabbit, 1964), écrit par le naturaliste britannique Ronald Lockley.

## Le Lapine
Le Lapine est une langue fictive imaginée par Richard Adams[réf. nécessaire]. Les fragments de langage présentés par l'auteur sont utilisés pour nommer les lapins, les personnages de leur mythologie et leur monde. Cette langue est réutilisée dans Les contes de Watership Down (Tales of Watership Down), la suite du premier roman de Richard Adams, publié en 1996. 
Il existe également des termes spécifiques pour les concepts les plus importants de la vie des lapins. Ainsi, les ennemis naturels sont appelés vilou, manger à l'air libre farfaler, et les automobiles kataklop. Le mot speussou désigne les lapins errants qui dorment à la belle étoile, skramouk l'odeur du renard et les choses qui inspirent le dégoût. Sfar est l'état dans lequel se retrouvent les lapins lorsqu'ils sont paralysés par la peur ou la tristesse.
Le Lapine a des sonorités d'influence galloise, irlandaise, gaëllique écossais et de l'arabe[réf. nécessaire].
Richard Adams a avoué dans une interview qu'il créait des mots quand les lapins en avaient besoin. Certains sont onomatopéiques comme "kataklop" tandis que d'autres viennent simplement de son imagination. L'auteur voulait que le langage sonne "duveteux" comme Efréfa.

## Distinctions
Watership Down fut récompensé de la Médaille Carnegie l’année de sa publication, en 1972, et d’un Guardian Award l’année suivante. Par ailleurs, à la suite d'un sondage des téléspectateurs de la BBC, il fut élu en 2003 à la 42e place des 100 meilleurs livres de tous les temps.

## Adaptations

### Cinéma
En 1978, Martin Rosen a écrit et dirigé un film d'animation adapté du livre, appelé La fabuleuse aventure de Cajou et Merlin puis La folle escapade en français. Bien que les éléments principaux de l'histoire soient restés relativement inchangés, le film omet plusieurs éléments de moindre importance.
La garenne du livre comporte plus de personnages. L'adaptation de Rosen a été plébiscitée pour avoir « coupé à travers le livre d'Adams... afin de n'en conserver que la substantifique moelle ».

### Télévision
De 1999 à 2001, le livre a été adapté en une série télévisée comportant 39 épisodes sur 3 saisons.
En 2016, la BBC annonce une nouvelle série de 4 épisodes coproduits avec Netflix. Au casting des voix : John Boyega, James McAvoy, Nicholas Hoult et Ben Kingsley.
En 2018, la série en 4 épisodes sous le nom français de La colline aux lapins arrive sur Netflix.

### Théâtre
En 2006, le livre a été adapté au théâtre par Rona Munro dirigée par Melly Still pour le théâtre Lyric Hammersmith à Londres. Le ton de la production a été inspiré par la tension de la guerre. Dans une interview au Guardian, Melly Still a commenté : « Le moment où les humains se rapprochent le plus de ce que ressentent les lapins est la guerre... Nous avons essayé de capturer cette anxiété ».

### Musique
En 1975, le musicien suédois Bo Hansson inclut une composition intitulée Rabbit Music, inspirée de Watership Down, sur son album Attic Thoughts. Deux ans plus tard, il dédie un album entier à cette œuvre : Music Inspired by Watership Down.
De 2005 à 2009, le groupe de crust punk/post-hardcore britannique Fall Of Efrafa sort le triptyque The Warren of Snares (Owsla (2006), Elil (2007) et Inle (2009)) inspiré de l'œuvre de Richard Adams.

### Autres références
Il est fait mention de Watership Down dans d'autres médias, comme les romans Le Fléau de Stephen King, Les Insoumis d'Alexandra Bracken et la série télévisée Lost. Le livre (et son adaptation cinématographique) sont vus et commentés dans une scène de la version director's cut du film Donnie Darko.
Le webcomic anglophone Sandra and Woo évoque la première édition du livre dans l'épisode 389, Wrong answers.
Ce roman a également inspiré le jeu de rôle Bunnies & Burrows, publié en 1976 par Fantasy Games Unlimited. Les joueurs incarnent des lapins dans des quêtes axées sur l'exploration, la survie et la politique.

### Bande dessinée
- James Sturm (scénario), Joe Sutphin (dessins), Pierre Clinquart (traduction) et Hélène Charrier (traduction), Watership down, Sadirac, Monsieur Toussaint Louverture, 2025, 366 p. (ISBN 978-2-38196-190-3, OCLC 1520598756, BNF 47712685, SUDOC 284703451, présentation en ligne).

## Éditions en français
- Richard Adams (trad. de l'anglais par Pierre Clinquart), Les Garennes de Watership Down [« Watership Down »], Paris, Flammarion, 1976, 410 p. (ISBN 2-08-060871-1, présentation en ligne sur le site NooSFere).
- Richard Adams (trad. Pierre Clinquart), Les Garennes de Watership Down [« Watership Down »], Paris, J'ai lu, coll. « J'ai lu » (no 2078), 1986, 539 p. (ISBN 2-277-22078-7, présentation en ligne sur le site NooSFere).
- Richard Adams (trad. de l'anglais par Pierre Clinquart entièrement revue et corrigée), Watership Down : roman, Bordeaux, Monsieur Toussaint Louverture, 2016, 544 p. (ISBN 979-10-90724-27-3, présentation en ligne).
- Richard Adams (trad. de l'anglais par Pierre Clinquart entièrement revue et corrigée), Watership Down : édition illustrée par Mélanie Amaral, Bordeaux, Monsieur Toussaint Louverture, 2018, 512 p. (ISBN 979-10-90724-53-2, présentation en ligne).
- Richard Adams (trad. de l'anglais par Pierre Clinquart entièrement revue et corrigée), Watership Down : édition illustrée par Mélanie Amaral, Bordeaux, Monsieur Toussaint Louverture, 2020, 542 p. (ISBN 979-10-90724-89-1, présentation en ligne) (format poche).